# Thomas Loebb
Thomas Loebb (* 11. Juli 1957 in Gelsenkirchen-Buer) ist ein ehemaliger deutscher Wasserballspieler.
Loebb begann beim VfL Gladbeck mit dem Wasserball, ehe er zum ASC Duisburg wechselte, mit dem er mehrfach deutscher Jugendmeister wurde. 1977 wechselte er nach Berlin und spielte zehn Jahre für die Wasserfreunde Spandau 04. Mit Spandau gewann er neun Deutsche Meistertitel; 1982, 1984 und 1985 siegte das Team im Europapokal der Landesmeister.
Thomas Loebb debütierte 1975 in der deutschen Nationalmannschaft und belegte mit der deutschen Mannschaft den sechsten Platz bei der Weltmeisterschaft in Cali. Danach pausierte Loebb in der Nationalmannschaft um sein Abitur zu machen. Ab 1977 war der Abwehrorganisator zehn Jahre lang Stammspieler in der deutschen Mannschaft. 1978 belegte er bei der Weltmeisterschaft in Berlin mit der deutschen Mannschaft den siebten Platz. 1981 gewann das Team den Europameistertitel, 1982 belegte die deutsche Mannschaft den dritten Platz bei der Weltmeisterschaft. Bei den Olympischen Spielen 1984 in Los Angeles gehörten die deutschen Wasserballer zu den Mitfavoriten. Mit dem Gewinn der Bronzemedaille hinter den Jugoslawen und den amerikanischen Gastgebern gelang ihnen der einzige olympische Medaillengewinn nach 1945. 1985 folgte noch eine Bronzemedaille bei der Europameisterschaft.
Nachdem Loebb sein Sportstudium wegen einer Sportverletzung abbrach, besuchte er die Journalistenschule Axel Springer. Ab 1988 war Loebb drei Jahre Sportredakteur bei der Bildzeitung, dann wechselte er zum Berliner Kurier, bei dem er ab 1996 Ressortleiter Sport war.